# Ma petite chatte
A Ma petite chatte (magyarul: 	Az én kiscicám) dal, amely Belgiumot képviselte az 1958-as Eurovíziós Dalfesztiválon. A dalt Fud Leclerc adta elő francia nyelven.
A dal a belga nemzeti döntőn nyerte el az indulás jogát.
A dal szövegében az énekes sétál a város szélén, amikor találkozik álmai lányával, akit végül feleségül vesz.
A március 12-én rendezett döntőben a fellépési sorrendben hetedikként adták elő, a dán Raquel Rastenni Jeg rev et blad ud af min dagbog című dala után, és a német Margot Hielscher Für zwei Groschen Musik című dala előtt. A szavazás során nyolc pontot szerzett, mely Ausztriával együtt az ötödik helyet érte a tízfős mezőnyben.
A következő belga induló Bob Benny Hou toch van mij című dala volt az 1959-es Eurovíziós Dalfesztiválon.

## Kapott pontok
| Kapott pontok                                                                          |  |  |  |  | 1 | 1 |  | 5 |  | 1 |
| A tábla a fellépés sorrendjében van rendezve. A szavazás fordított sorrendben történt. |  |  |  |  |   |   |  |   |  |   |

## Külső hivatkozások
- Dalszöveg